# Diego Cocca
Diego Martín Cocca Pera (* 11. Februar 1972 in Buenos Aires) ist ein ehemaliger argentinischer Fußballspieler auf der Position eines Verteidigers und heutiger Fußballtrainer. 

## Leben

### Spieler
Cocca begann seine Laufbahn bei seinem Heimatverein River Plate, für den er zwischen 1990 und 1992 zu 25 Punktspieleinsätzen kam, in denen der Verteidiger einen Treffer erzielte. Mit den „Millonarios“ gewann er in der Apertura 1991 die argentinische Fußballmeisterschaft. Im selben Jahr spielte er mit der argentinischen U-20-Auswahl bei der Junioren-Fußballweltmeisterschaft 1991.
Nach weiteren Stationen bei Deportivo Español und Ferro Carril Oeste wechselte Cocca erstmals ins Ausland und spielte in der Saison 1996/97 für den spanischen Zweitligisten UE Lleida. Anschließend kehrte er nach Argentinien zurück, wo er für Maradonas ersten Verein Argentinos Juniors spielte. 1999 wechselte er zum mexikanischen Erstligisten Atlas Guadalajara und pendelte fortan zwischen Mexiko und Argentinien, wo er 2006 erneut in Diensten der Argentinos Juniors seine aktive Laufbahn beendete. 

### Trainer
Nach seiner aktiven Laufbahn stieg Cocca ins Trainergeschäft ein und übernahm für die Saison 2007/08 den argentinischen Zweitligisten CAI Comodoro Rivadavia. Anschließend trainierte er die Erstligisten CD Godoy Cruz und Gimnasia y Esgrima La Plata, bevor er 2011 ein erstes Mal auch einer Trainertätigkeit in Mexiko nachging, als er von Februar bis September 2011 für den Club Santos Laguna zuständig war. 
Anschließend ging er zurück nach Argentinien, wo er den Club Atlético Huracán, den CSD Defensa y Justicia und den Racing Club trainierte. Mit dem letztgenannten Verein gewann er 2014 seinen ersten Titel als Trainer, als er – erstmals seit seinem Erfolg als Spieler mit River Plate 1991 – wieder die argentinische Fußballmeisterschaft gewinnen konnte. 
Danach trainierte er den kolumbianischen Verein Millonarios FC und pendelte anschließend auch als Trainer zwischen Argentinien und Mexiko, wo er in der Apertura 2021 den Club Atlas zu seinem ersten Meistertitel seit mehr als 70 Jahren führte. Nach einer kurzen Amtszeit bei UANL Tigres wurde er Nationaltrainer Mexikos.
Ende des Jahres 2024 wurde er als Nachfolger von Paulo Pezzolano Cheftrainer des spanischen Erstligisten Real Valladolid. Im Februar 2025 wurde er dort aber bereits wieder entlassen.

## Erfolge

### Als Spieler
- Argentinischer Meister: Apertura 1991

### Als Trainer
- Argentinischer Meister: 2014
- Mexikanischer Meister: Apertura 2021